# Торсо
Торсо (итал. I corpi presentano tracce di violenza carnale, иное название Торс) — итальянский джалло-фильм 1973 года, поставленный режиссёром Серджио Мартино. Примечателен тем, что является первым полноценным слэшером.

## Сюжет
В городе появляется серийный маньяк, первыми жертвами которого становятся двое студентов — парень и девушка, решивших заняться любовью в автомобиле под мостом, подальше от глаз людских. В дальнейшем маньяк претворяет в жизнь свои преступные замыслы именно на студентов того учебного заведения, в котором обучались первые жертвы. Убивая своих жертв, маньяк душит их красно-чёрным платком, а затем потрошит ножом и выдавливает глаза.

## В ролях
- Сьюзи Кендалл — Джейн
- Тина Омон — Даниела
- Люк Меренда — Роберто
- Джон Ричардсон — Франц
- Роберто Бизакко — Стефано Ванци
- Анджелла Ковелло — Катя
- Кончита Айрольди — Кэрол Петерсон

## Художественные особенности
Все сцены убийств в фильме сделаны на довольно низком уровне. Также в фильме имеется множество эротических сцен, в которых приняло участие большинство задействованных в фильме актрис, а некоторые и не один раз.